# Регионален исторически музей (Пазарджик)
Вижте пояснителната страница за други значения на Регионален исторически музей.
Регионалният исторически музей в град Пазарджик е сред най-старите музеи в България.

## История
С решение на Управителния съвет на читалище „Виделина“ той е създаден на 11 май 1911 г. През 2000 г. се преобразува в Регионален исторически музей с територия на дейност област Пазарджик. По профил музеят е общоисторически и има следните основни отдели: Археология, История на България ХV-ХІХ в., Етнография, Нова история, Най-нова история, Фондове и научен архив, Връзки с обществеността. Историческите експозиции са поместени в специално построена сграда на площ от 1200 m². Музеят притежава собствена специализирана библиотека, реставрационно ателие и фотолаборатория. За получаване на допълнителни приходи музеят изгражда и уреден щанд за продажба на рекламни материали и сувенири, както и кафене. Административната структура на музея се състои от 17 души, като всеки заема определена длъжност по отдели и поддръжка. Музеят съхранява доста богатства от културно-исторически аспект, които свидетелстват за развитието на „пазарджишката“ култура през вековете и открояват от останалите такива регионални култури. На територията на тази област са известни над 30 селища от праисторически произход, 60 селища, 1000 надгробни могили и 90 ранно и късносредновековни крепости.
По профил музеят е общоисторически, има следните основни отдели:
- Археология
- История на България XV-XIX век
- Етнография
- Нова история
- Най-нова история
- Фондове и научен архив
- Връзки с обществеността

## Експозиция
Историческите експозиции са поместени в специално построена сграда на площ от 1200 квадратни метра. Музеят притежава собствена специализирана библиотека, реставрационно ателие и фотолаборатория, има уреден щанд за продажба на рекламни материали и сувенири и кафене.
Етнографската експозиция на Регионалния исторически музей е подредена в най-голямата жилищна сграда в Пазарджик от епохата на Възраждането, построена през 1850 година в стила на пловдивската възрожденска къща. Собственикът на къщата Никола Христович е бил богат пазарджишки търговец. Къщата е обявена за национален архитектурно-художествен паметник на културата.
Под управлението на музея са и родната къща на Константин Величков, превърната в къща музей, и селищната могила при село Юнаците, наречена Плоската могила.

### Археология
Към този отдел има изградена експозиция на предмети от материалната и духовната култура на Пазарджик и региона, която включва съдове от неолита и халколита, модели на жилища, богата колекция с монети от различните епохи и богата колекция от тракийски оброчни плочки. Експонати от тази епоха са открити близо до село Юнаците и средновековната крепост Цепина, село Дорково, копия а мраморни икони на „Св. св. Петър и Павел“, които се датират от XII – XIII век и открити в крепостта Цепина през 1879 г. Те са изложени в отделна витрина, а оригиналите се намират в Ермитажа в Санкт Петербург.

### Етнографска експозиция
Тази експозиция, се намира в най-голямата жилищна сграда в Пазарджик от епохата на Възраждането, притежавана от тогавашен богат пазарджишки търговец Никола Христович и построена от брациговския майстор Димитър Боянин през 1850 г. Тази къща е обявена за национален архитектурно-художествен паметник на културата. Представените експонати в ней са от етнографските райони на Тракия, Средногорието и Родопите. В този фонд има оформени 15 колекции, които са от отбластта на градския бит, облекла, занаятчийски инструменти и произведения, уреди за обработка на земята и за дърводобив, архитектурни детайли, народни музикални инструменти, предмети на народната култура. Има изградена и зала за фолклор с изложени 19 различни музикални инструмента, които са характерни за пазарджишкия край. На 17 юли 2010 г. се провежда сватбени тържество под наслов „Позабравеното старо“, целящо да припомни и продължи традициите на българската сватба, както и интересния факт, че РИМ Пазарджик за пръв път е домакин на бракосъчетание. През периода 7 – 9 октомври 2010 г. в двора на етнографската експозиция към РИМ Пазарджик се провежда „Панаир на народните занаятия“ с гостуващ Етнографски ареален комплекс – Златоград, представящ дърворезба, грънчарство, ножарство и други занаятчийски изкуства. Към отдел „Етнография“ на 14 април 2011 г. се включва работилницата за писани яйца. На 4 ноември 2011 г. музеят открива гостуваща изложба на РИМ-Хасково с част от техните колекции „Коприна и бродерия“. Изложбата е под наслов „Девет товара коприна и още девет везани“.

### История на Пазарджик през XV – XIX век
В този раздел са показани оригинални експонати и богата фотодокументална част, които проследяват развитието на Пазарджик и Пазарджишко през епохата на Възраждането и участието на населението му в националноосвободителните борби и Априлското въстание с център Четвърти революционен окръг (1876 г.). По инициатива и организация на музея от 7 до 24 март 2011 г. гостува уникален експонат от Исторически музей в Брацигово – оригиналното знаме от Брациговския въстанически пункт (1876), изработено от учителката Ана Гиздова и предвождащо брациговските въстаници. От 25 март до 22 април 2011 г. в залата „Възраждане“ на музея гостуват уникати, които се съхраняват в Исторически музей в Батак – иконата на Св. Модест, обгоряла, молитвеника на поп Нейчо Паунов, осветил знамето на въстаниците и пушката на Ангел Трендафилов Керелов – участник в Революционния комитет и петстотник в Априлското въстание в Батак.

### Къща музей „Константин Величков“
Към РИМ Пазарджик действа и къща музей „Константин Величков“, която е обявена за архитектурно-художествен и исторически паметник на културата от национално значение. В експозицията ѝ е възстановен оригиналния интериор на къщата.

### Лапидариума
В него са изложени находки, които не са включени във вътрешната музейна експозиция – статуи, пътни колони, жертвеници, култови фигури от камък. Показани са и архитектурни елементи – бази, капители, колони, архитрави.

### Селищна могила Юнаците
В резултат от 30-годишните археологически разкопки на селищна могила Юнаците са разкрити нови сведения за структурата на селищата, домостроителството, икономиката, духовния живот и погребални практики на най-древните обитатели на могилата, живеели тук в продължение на няколко хилядолетия през халколита и ранната бронзова епоха.

## Туризъм
Музеят е под номер 35 в стоте национални туристически обекта на Българския туристически съюз, печата е на касата. Намира се в центъра на града на адрес "Площад „Константин Величков“ 15.